# Drahtsträucher
Die Drahtsträucher oder Muehlenbeckien (Muehlenbeckia) sind eine Pflanzengattung innerhalb der Familie der Knöterichgewächse (Polygonaceae). Die 22 bis 23 Arten sind in Neuguinea, Australien, Neuseeland und in der Neotropis verbreitet.

## Beschreibung

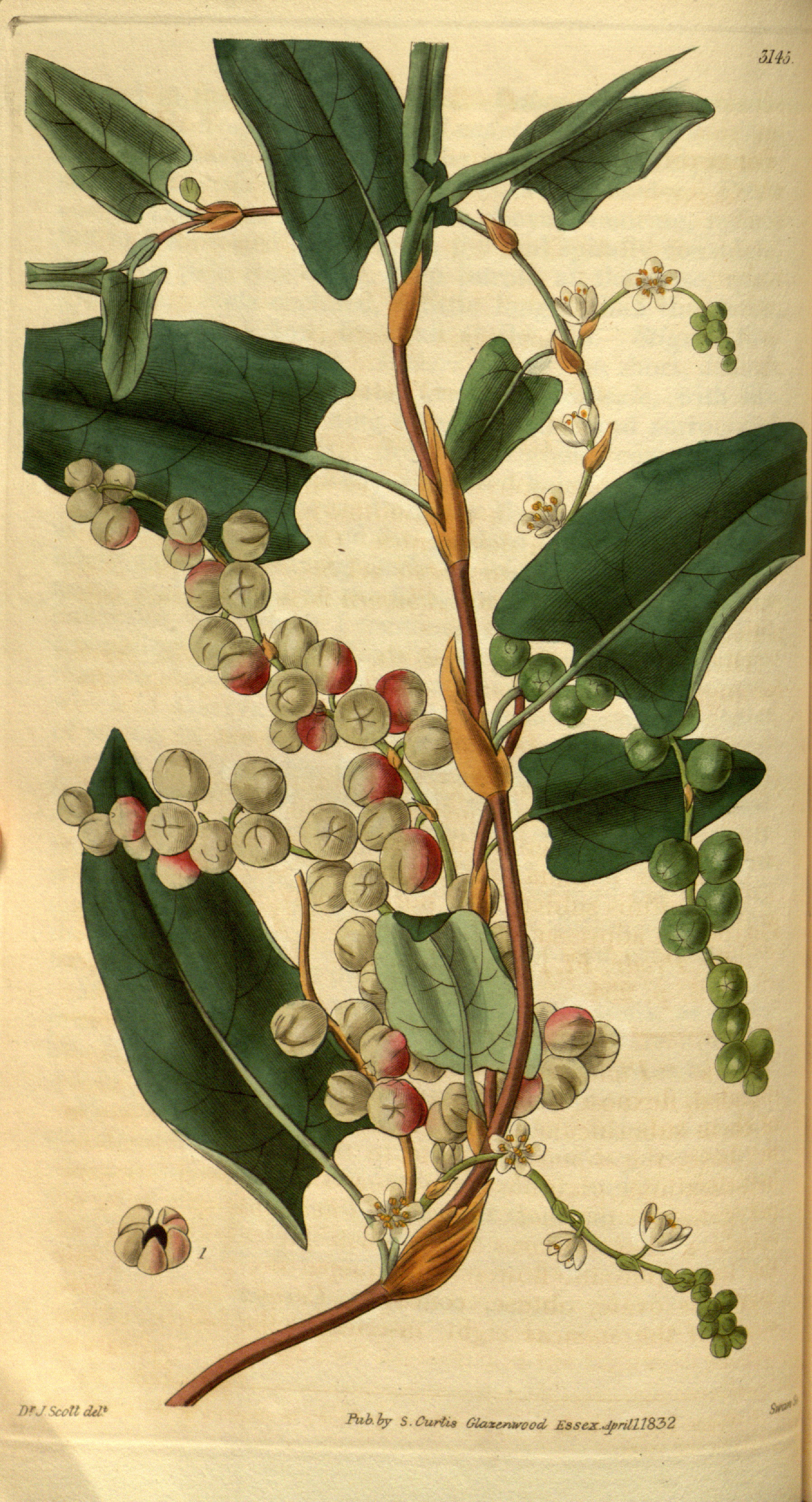
Illustration von Muehlenbeckia adpressa aus Curtis

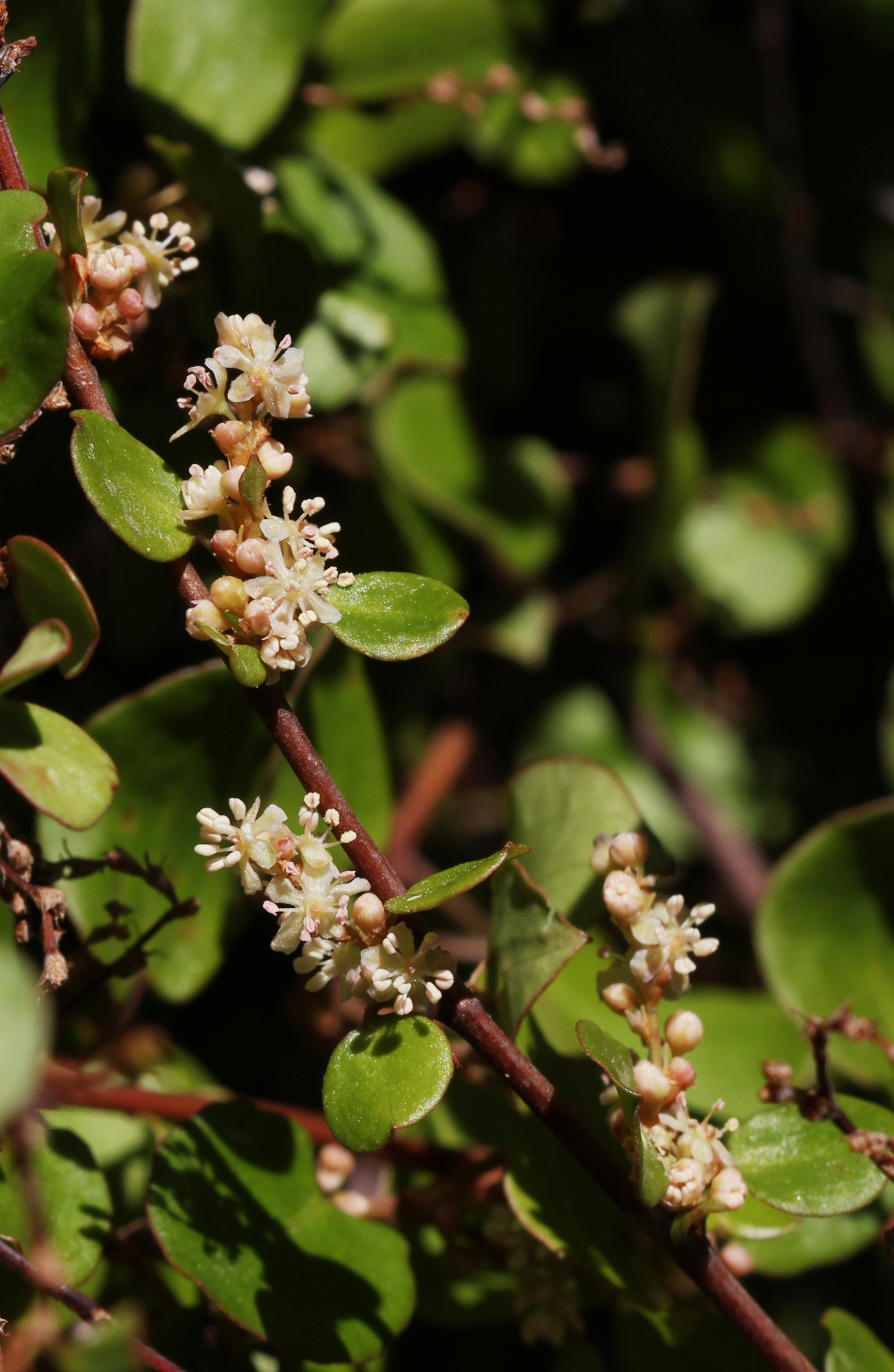
Blüten von Muehlenbeckia complexa

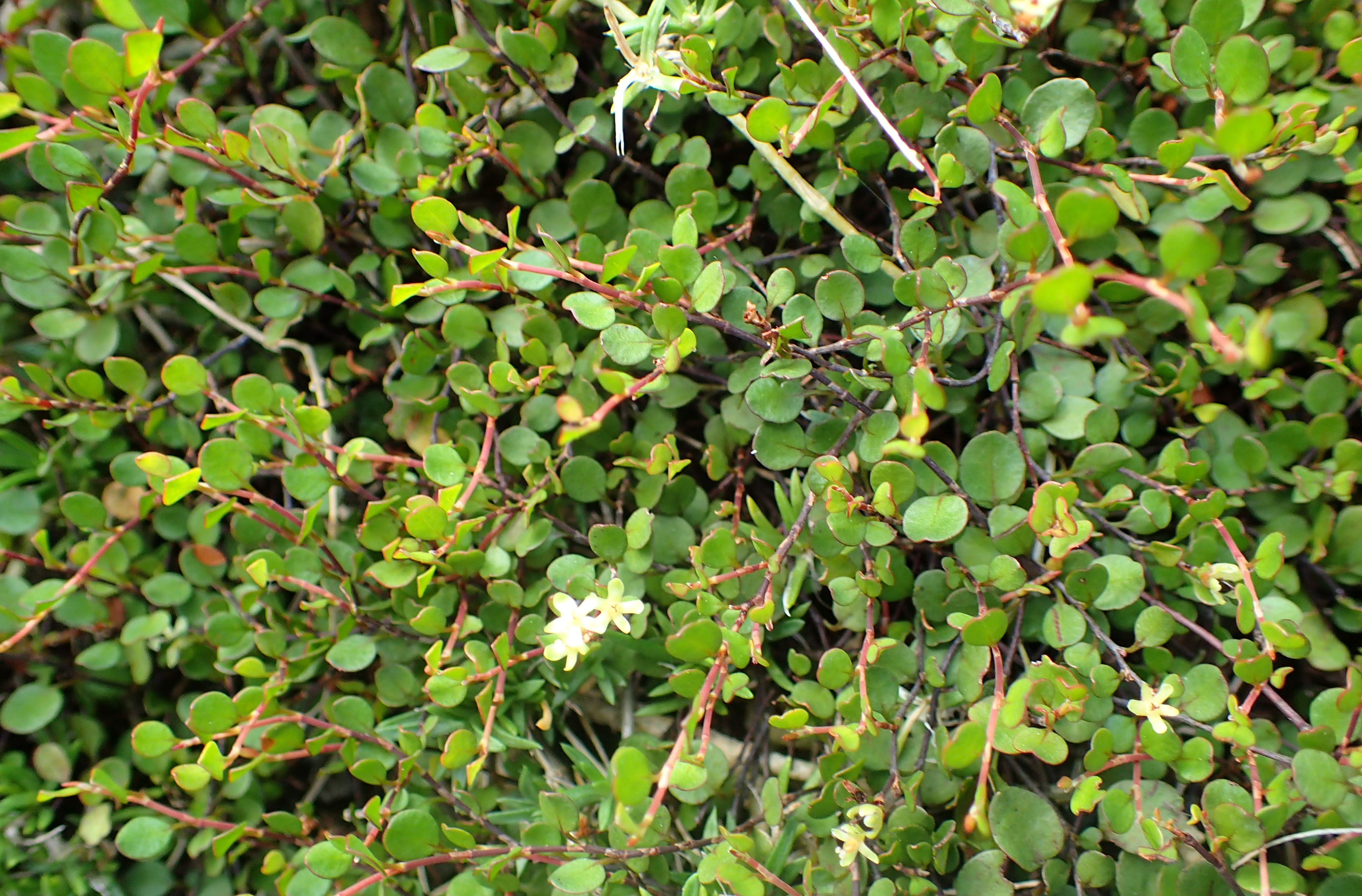
Habitus des Schwarzfrüchtigen Drahtstrauchs (Muehlenbeckia axillaris)

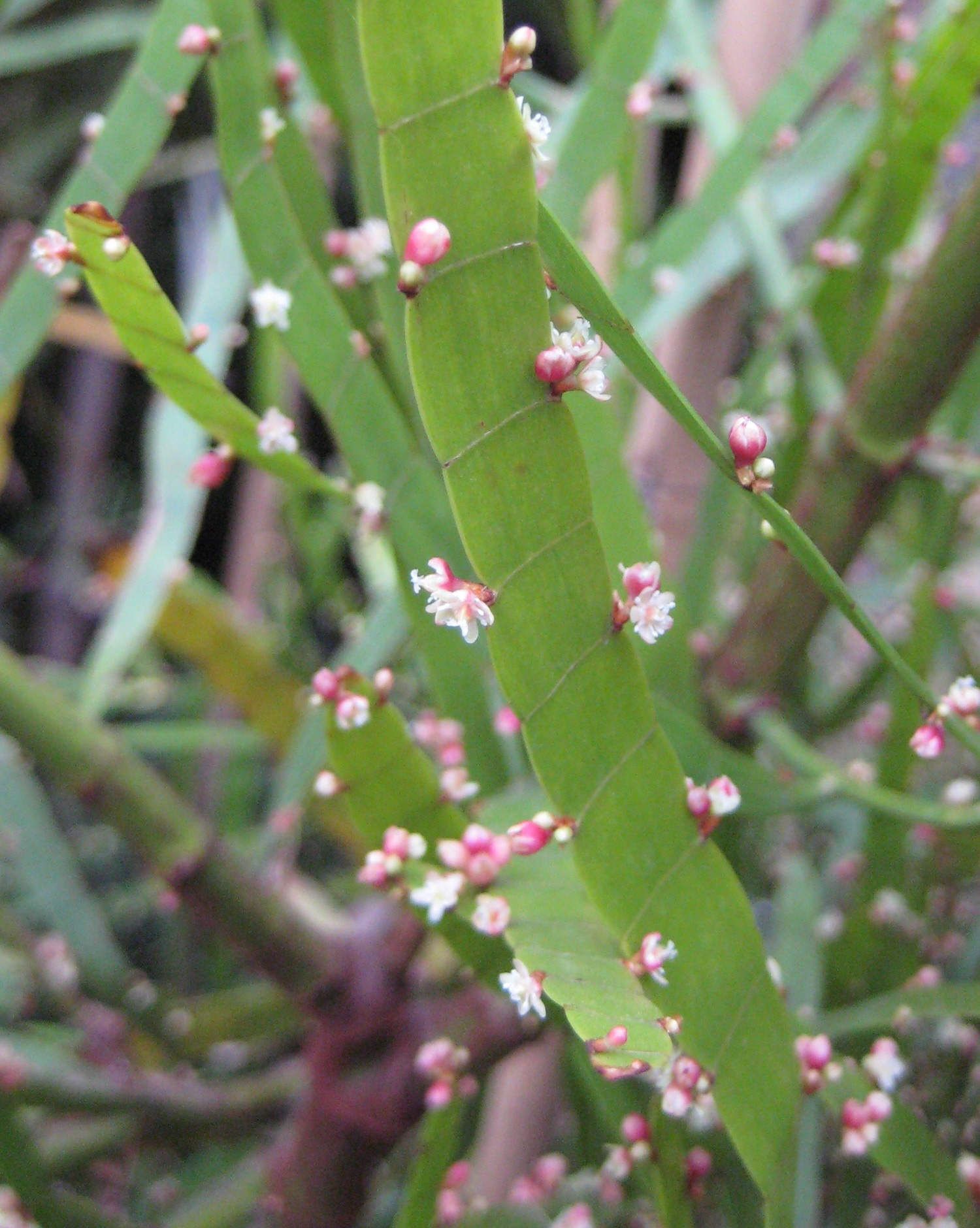
Habitus von Muehlenbeckia platyclada

### Vegetative Merkmale
Drahtstrauch-Arten sind kleine, mehr oder weniger aufrechte oder niederliegende, kletternde, sehr dicht verzweigte, laubabwerfende Sträucher. Es werden Rhizome gebildet. Die Rinde der dünnen Zweige ist dunkel und kahl oder flaumig behaart, manchmal papillös.
Die meist relativ kleinen, wechselständig angeordneten Laubblätter sind meist in Blattstiel und Blattspreite gegliedert. Die einfache Blattspreite ist linealisch bis kreisförmig, gegenförmig oder dreieckig-lanzettlich. Der Blattrand ist glatt oder unregelmäßig wellig. Die Ochrea fällt meist früh ab, manchmal ist sie haltbar und pergamentartig. Die Nebenblätter sind klein. Es sind extraflorale Nektarien vorhanden.

### Generative Merkmale
Die Blüten stehen end- oder seitenständig in kurzen Büscheln oder ährigen Blütenständen zusammen.
Bei Drahtstrauch-Arten haben zwittrige Blüten oder es liegt Subdiözie vor, dabei kommen zwittrige und eingeschlechtige Blüten an einem Pflanzenexemplar vor.
Die Blüten sind klein und unscheinbar. Die einfache, weißlich grüne Blütenhülle besteht aus fünf verwachsenen Blütenhüllblättern. Männliche Blüten haben meist acht, selten neun Staubblätter mit untereinander freien, aber mit der Basis der Blütenhülle verwachsenen Staubfäden und gelben oder rosa- bis purpurfarbenen, eiförmigen bis elliptischen Staubbeuteln. Weibliche Blüten besitzen drei kurze, ausgebreitete Griffel und rudimentäre Staubblätter.
Der oberständige Fruchtknoten ist einkammerig. Die männlichen Blüten besitzen einen Pistillode.
Die dreikantigen, 2 bis 3 Millimeter großen, bei Reife schwarzen oder dunkelbraunen, ungeflügelten, kahlen Achänen werden von der fleischig gewordenen, weißen oder rötlich-purpurfarbenen bis fast schwarzen Blütenhülle teilweise oder vollständig eingeschlossen. Der Embryo ist gerade.
Die Chromosomengrundzahl beträgt x = 10.

## Systematik und Verbreitung
Die Gattung Muehlenbeckia wurde durch Karl Friedrich Meisner aufgestellt. Der Gattungsname Muehlenbeckia ehrt den elsässischen Arzt und Botaniker Gustav Mühlenbeck (1798–1845). Die Typusart ist Muehlenbeckia australis (G.Forst.) Meisn. Synonyme für Muehlenbeckia Meisn. sind: Calacinum Raf., Karkinetron Raf., Sarcogonum G.Don.
Die Gattung Muehlenbeckia gehört zur Unterfamilie Polygonoideae innerhalb der Familie der Polygonaceae.
Die Gattung Muehlenbeckia ist in Neuguinea, Australien, Neuseeland und in Zentral- sowie Südamerika verbreitet.
Zur Gattung werden 22 oder 23 Arten gezählt. Hier eine Auswahl:
- Muehlenbeckia astonii Petrie: Sie kommt in Neuseeland vor.
- Muehlenbeckia australis (G.Forst.) Meisn.: Sie kommt in New South Wales und in Neuseeland vor.[5]
- Schwarzfrüchtiger Drahtstrauch[1] (Muehlenbeckia axillaris (Hook. f.) Walp.): Er kommt in Neuseeland vor.[5]
- Muehlenbeckia complexa (A.Cunn.) Meisn.: Sie kommt ursprünglich in Neuseeland vor und ist in Kalifornien und auf den Azoren ein Neophyt.[5]
- Muehlenbeckia ephedroides (Hook.f.) Hook.f.: Sie kommt in Neuseeland vor.[5]
- Muehlenbeckia hastulata (Sm.) I.M.Johnst. (Syn.: Muehlenbeckia chilensis Meisn.): Sie kommt in Argentinien und in Chile vor. Sie ist in Kalifornien ein Neophyt.[5]
- Muehlenbeckia platyclada (F.Muell.) Meisn. (wird von manchen Autoren auch in eine eigene Gattung gestellt: Homalocladium platycladum (F.Muell.) L.H.Bailey): Sie kommt ursprünglich in Papua-Neuguinea und auf den Salomonen vor. Sie ist in Guatemala, Nicaragua, Costa Rica und in Peru ein Neophyt.[5]
- Muehlenbeckia sagittifolia Meisn.: Sie kommt in Bolivien, Brasilien, Paraguay, Uruguay und in Argentinien vor.[5]
- Muehlenbeckia tamnifolia (Kunth) Meisn. (Syn.: Muehlenbeckia peruviana Meisn.): Sie kommt in Mexiko, Guatemala, Honduras, Costa Rica, Panama, Kolumbien, Ecuador, Bolivien, Peru und in Argentinien vor.[5]

## Verwendung
Einige Drahtstrauch-Arten werden für flächige Pflanzungen in Steingärten verwendet.